# L'Enfant rêvé
Pour plus de détails, voir Fiche technique et Distribution.
L'Enfant rêvé est un drame romantique français réalisé par Raphaël Jacoulot et sorti en 2020.

## Fiche technique
- Titre original : L'Enfant rêvé
- Réalisation : Raphaël Jacoulot
- Scénario : Raphaël Jacoulot, Benjamin Adam, Fadette Drouard
- Photographie : Céline Bozon
- Montage : Muriel Breton
- Musique : André Dziezuk
- Son : Emmanuelle Villard et Damien Bonnefont
- Décors : Karim Lagati
- Costumes : Elisabeth Tavernier
- Producteur : Miléna Poylo et Gilles Sacuto
- Sociétés de production : TS Productions et France Télévisions
- SOFICA : Cofimage 31, LBPI 13, Palatine Etoile 17
- Sociétés de distribution : Paname Distribution
- Pays d'origine :  France
- Langue originale : français
- Format : couleur
- Genre : Drame romantique
- Durée : 107 minutes
- Dates de sortie :
  - France : 7 octobre 2020

## Distribution
- Jalil Lespert : François Receveur
- Louise Bourgoin : Patricia Barrero
- Mélanie Doutey : Noémie Receveur
- Jean-Marie Winling : Claude Receveur
- Nathan Willcocks : Philippe Barrero
- Michelle Goddet : Monique Receveur
- Garance Clavel : Anne
- Jean-Michel Fête : Eric
- Christian Waldner: Pavel